# Fondo Internacional de Desarrollo Agrícola
El Fondo Internacional de Desarrollo Agrícola (FIDA, en inglés IFAD, International Fund for Agricultural Development) es una agencia especializada de las Naciones Unidas cuyo objetivo es proporcionar fondos y movilizar recursos adicionales para promover el progreso económico de los habitantes en situación de pobreza de zonas rurales, principalmente mejorando la productividad agrícola. Se estableció como institución financiera internacional en diciembre de 1977 como uno de los principales resultados de la conferencia mundial sobre alimentación de 1974 y como respuesta a las sequías y hambrunas que afectaron a África y Asia en los años precedentes. 

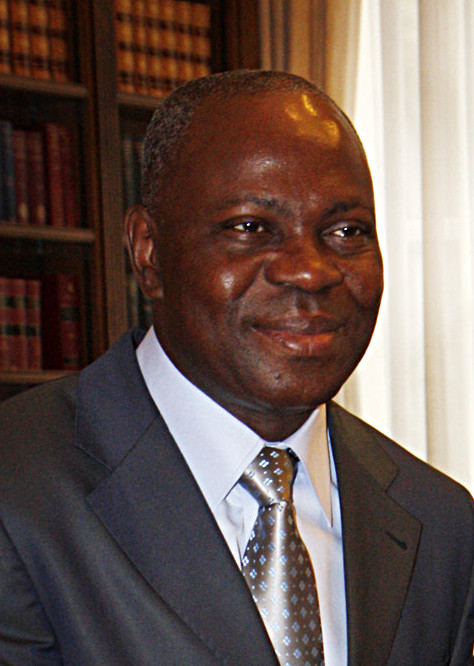
Gilbert Houngbo, Presidente del FIDA

Su sede se encuentra en Roma, Italia. Desde 2022 el presidente del FIDA es el español Álvaro Lario.

## Misión
La misión del FIDA es facilitar, a los habitantes de zonas rurales pobres de países en desarrollo, los medios para aumentar sus ingresos y mejorar su seguridad alimentaria. La política estratégica del organismo se detalla en el documento Marco estratégico para el IFAD 2011-2015.

## Objetivos
El FIDA busca que los habitantes de zonas rurales pobres mejoren su acceso a:
- Los recursos naturales, especialmente agua y tierra seguras, y una gestión mejorada de estos recursos, que incluya prácticas para su conservación.
- Tecnologías agrícolas mejoradas y servicios de producción efectivos.
- Un amplio rango de servicios financieros.
- Mercados de insumos (por ejemplo semillas o abonos) y productos agrícolas transparentes y competitivos.
- Oportunidades para el empleo rural no agrícola y el desarrollo empresarial.
- Las políticas y planes locales y nacionales.

Además de facilitar su acceso a todo esto, el FIDA busca que estos habitantes se doten de las habilidades y la organización necesarias para sacar provecho de dicho acceso.
Todas las decisiones del FIDA —sobre estrategias regionales, nacionales y temáticas, estrategias para la reducción de la pobreza, diálogo sobre políticas y socios para el desarrollo— se hacen con estos objetivos en mente. Como se refleja en su marco estratégico, el FIDA se ha comprometido a alcanzar los Objetivos de Desarrollo del Milenio, en particular el de reducir a la mitad la proporción de personas hambrientas y extremadamente pobres para 2015.
Subyacente a estos objetivos se encuentra la creencia de que, si se quiere erradicar la pobreza, se debe dar a los habitantes de zonas rurales pobres el poder necesario para liderar su propio desarrollo. Los pobres deben ser capaces de crear y reforzar sus propias organizaciones para que puedan defender eficazmente sus intereses y remover los obstáculos que les impiden mejorar sus vidas. Deben tener voz en las decisiones y políticas que les afecten, y necesitan reforzar su poder de negociación en el mercado. El 75 % de los pobres del mundo viven en zonas rurales en países en desarrollo, y sin embargo solo el 4 % de la ayuda oficial al desarrollo (AOD) va a agricultura.

## Asociaciones para erradicar la pobreza rural
A través de créditos y donaciones el FIDA trabaja con los gobiernos para elaborar y financiar programas y proyectos que permitan a los pobres rurales superar la pobreza por sí mismos.
Desde que en 1978 comenzara sus operaciones y hasta 2010, el FIDA ha invertido 10,6 millardos de dólares norteamericanos ($) en 796 proyectos y programas. Los gobiernos y otras fuentes de financiación en los países receptores, incluidos los participantes en los proyectos, contribuyeron con 15,3 millardos de $, mientras que bancos multilaterales de desarrollo, agencias bilaterales y otros donantes aportaron aproximadamente 9,5 millardos de $ en cofinanciación. 
El FIDA combate la pobreza no solo como financiador, sino también como abogado de los pobres rurales. Su base multilateral le proporciona de forma natural una plataforma mundial para tratar importantes temas políticos que influyen en las vidas de estas personas desfavorecidas, así como para llamar la atención sobre la centralidad del desarrollo rural para conseguir los Objetivos de Desarrollo del Milenio.
El FIDA es miembro de Compact 2025, una asociación que elabora y difunde consejos, basados en pruebas, para políticos y otros decisores, con el fin de terminar con la pobreza y la desnutrición en los años que van de 2015 a 2025. Está representado en el consejo de Compact 2025 por su presidente, Kanayo F. Nwanze.

## Miembros

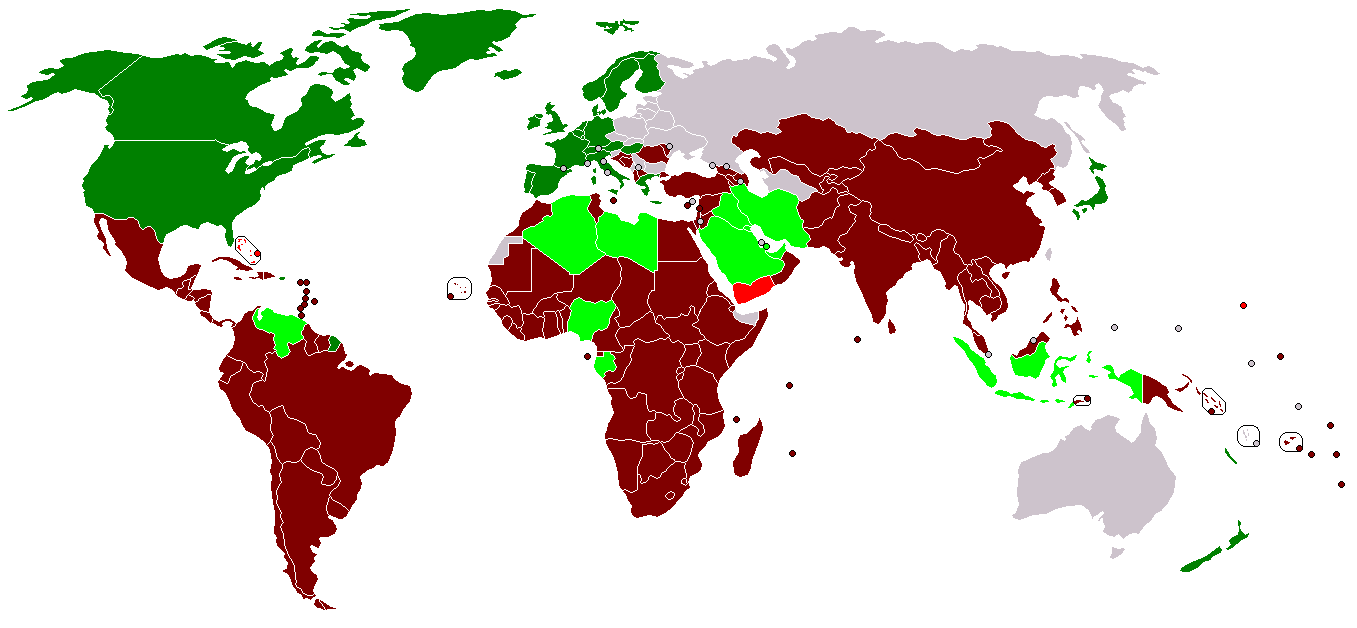
Países miembros del IFAD
Miembros de la lista A
Miembros de la lista B
Miembros de la lista C, ratificados
Miembros aprobados de la lista C todavía no ratificados

Cualquier Estado miembro de las Naciones Unidas o de sus agencias especializadas o del Organismo Internacional de Energía Atómica puede hacerse miembro del FIDA. Para ello debe ratificar el tratado multilateral conocido como el Acuerdo por el que se establece el Fondo Internacional de Desarrollo Agrícola. 
En febrero de 2015 el FIDA tenía 176 países miembros. Esto incluye a los Estados miembros de las Naciones Unidas, las Islas Cook y Niue. Los países miembros se clasifican del modo siguiente: miembros de la lista A (principalmente de la OCDE), miembros de la lista B (principalmente de la OPEP) y miembros de la lista C (países en desarrollo). A su vez la lista C se divide en la sublista C1 (países africanos), la C2 (países en Europa, Asia y las islas del Pacífico) y la C3 (países latinoamericanos y caribeños).
Algunos países que pertenecen a la ONU, pero no al FIDA, son Andorra, Australia (que se unió en 1977, pero posteriormente denunció el acuerdo), Baréin, Bielorrusia, Brunéi, Bulgaria, Chequia, Letonia, Liechtenstein, Mónaco, Polonia, San Marino, Serbia, Singapur, Eslovaquia, Eslovenia, Turkmenistán y Ucrania.
Son observadores la Santa Sede y la Unión Europea.

## Estructura
El consejo de gobernadores, que se reúne anualmente, es el máximo órgano del FIDA. Cada país está representado en él por un gobernador y un gobernador alterno. La junta ejecutiva, responsable de supervisar las operaciones generales del FIDA y aprobar créditos y donaciones, se compone de 18 miembros y 18 miembros alternos. El presidente del FIDA, con un mandato de 4 años, renovable una sola vez, es el jefe ejecutivo del FIDA y preside la junta ejecutiva. El actual, y quinto presidente, es Kanayo F. Nwanze, que fue elegido para un primer mandato en 2009 y reelegido en 2013.

## Efecto del precio de los alimentos sobre los habitantes de zonas rurales pobres
Los precios de los alimentos básicos subieron rápidamente durante la crisis alimentaria mundial (2007-2008). Solo en el primer trimestre de 2008 los precios del trigo y el maíz crecieron el 130 % y el 30 % respectivamente sobre las cifras de 2007. Los precios del arroz, que se habían elevado solo moderadamente durante 2006 y 2007, crecieron el 10 % en febrero de 2008 y otro 10 % en marzo de ese año. Consecuentemente se incrementó la amenaza para la seguridad alimentaria en los países en desarrollo. Era esencial una acción coordinada de la comunidad internacional.
La respuesta inmediata del FIDA fue disponer 200 millones de $ de los créditos y donaciones existentes para proporcionar un impulso urgente a la producción agrícola en los países en desarrollo, para contrarrestar los altos precios y las bajas reservas de alimentos. Pero el FIDA continuaría presionando para una inversión a largo plazo rápida y urgente en agricultura, incluyendo el acceso a la tierra, el agua, los servicios financieros y los mercados, para permitir que los 450 millones de pequeños propietarios agrícolas de los países en desarrollo cultivaran más alimentos, más productivamente, y a través de ello incrementaran sus ingresos y su resiliencia, además de responder a la creciente demanda mundial de alimentos.

## Estado de la pobreza rural
Pese a las mejoras que de 2005 a 2015 han sacado de la pobreza extrema a más de 350 millones de habitantes del campo, la pobreza mundial sigue siendo un fenómeno masiva y predominantemente rural: el 70 % de los 1,4 millardos de personas extremadamente pobres de los países en desarrollo viven en zonas rurales. El informe del IFAD de 2011 sobre pobreza rural demostró que de 2001 a 2011, el porcentaje de pobreza extrema en las zonas rurales de los países en desarrollo cayó del 48 al 34 %, arrastrado por los fuertes descensos en Asia oriental. El informe señala también la persistencia de la pobreza en zonas rurales del África subsahariana y el sudeste asiático.

## Ejemplos de operaciones en algunos países

### Armenia
El FIDA trabaja en Armenia desde 1995. Ha invertido 78,2 millones de $ en 6 proyectos y programas de un valor total de 205,9 millones de $. A través de uno de ellos 
se plantarán frutales en pequeñas granjas de las zonas montañosas, se formará a los granjeros y se comprará la fruta producida a precios favorables durante 12 años. 

### Ecuador
El FIDA ha trabajado en Ecuador desde 1983, buscando específicamente apoyar objetivos principalmente relacionados con la identidad cultural como:
- La planificación participativa.
- El reconocimiento la identidad cultural.
- El apoyo a las iniciativas locales.
- La oferta de servicios financieros en las zonas rurales, especialmente para las mujeres.[9]

Actualmente trabaja en los Corredores de Desarrollo. El primero identificado ha sido en el centro septentrional del país, el cual ha dervivado en un proyecto denominado Proyecto de Desarrollo del Corredor Central.
El FIDA ha contribuido además a la elaboración del Plan de Desarrollo Estratégico para La Manga del Cura en la provincia de Manabí.

### Guatemala
El FIDA elaboró y administró de 1986 a 1993 el programa PROGETTAPS (Producción, Generación y Transferencia de Tecnología Agrícola y Semillas). Costó alrededor de 25 millones de $, financiados por el Banco Interamericano de Desarrollo. Su propósito general era fomentar la investigación y los lazos entre los centros de investigación y los agricultores que podían beneficiarse de variedades de plantas de mayor rendimiento. 

### Uzbekistán
Desde 2011 el FIDA ha proporcionado créditos por 9,6 millones de $ y donaciones por 1 millón de $ para su primera inversión en este país, el Proyecto de Apoyo Hortícola, que beneficiará a cerca de 12 000 hogares de la región de Surkhandarya a través de la promoción de la horticultura moderna. Entre otras actuaciones, se creará un vivero central que importe, pruebe y difunda variedades modernas de semillas y bulbos.